# Tập đoàn trị
Tập đoàn trị (tiếng Anh: Corporatocracy) là một thuật ngữ để chỉ việc một hệ thống kinh tế và chính trị bị điều khiển bởi các tập đoàn hoặc lợi ích tập đoàn.
Nó là một thuật ngữ có tính tiêu cực, thường được sử dụng bởi các nhà phê bình đối với tình hình kinh tế hiện nay ở một số quốc gia cụ thể, đặc biệt là Hoa Kỳ.
Thuật ngữ này đã được dùng bởi các nhà phê bình theo trường phái tự do và cánh tả, nhưng đôi khi cũng được sử dụng bởi các nhà phê bình theo trường phái kinh tế tự do và các nhà quan sát chính trị khác. Nhà kinh tế học Jeffrey Sachs mô tả Hoa Kỳ là một nước tập đoàn trị theo sách The Price of Civilization (tạm dịch: Cái giá của nền văn minh). Theo ông, tập đoàn trị hình thành từ 4 xu hướng: Có quá nhiều các đảng phái nhỏ và yếu, quyền lực địa phương quá mạnh, sự phát triển quân sự quá lớn của quân đội Mỹ sau Thế chiến 2, tiền bạc của tập đoàn lớn tài trợ cho các chiến dịch tranh cử, và sự toàn cầu hóa đã làm lệch đi sự cân đối của công nhân.
Thuật ngữ này được dùng bởi tác giả John Perkins trong quyển sách năm 2004 của ông: Confessions of an Economic Hit Man (Lời thú tội của một sát thủ kinh tế), ông ta đã mô tả tập đoàn trị là các nhóm bao gồm các tập đoàn, các ngân hàng, và chính phủ.
Những nhóm này được tác giả C Wright Mills gọi là một Quyền lực cấp cao. Quyền lực cấp cao là các cá nhân giàu có đang giữ các vị trí quan trọng trong hệ thống tập đoàn. Những người đó kiểm soát quá trình quyết định các chính sách kinh tế và chính trị trong xã hội.
Khái niệm này được sử dụng trong cách giải thích sự cứu trợ các ngân hàng, quá nhiều tiền phải trả cho CEO, cũng như các khiếu nại về những hiện tượng khai thác, bóc lột tài sản quốc gia, con người, và các nguồn tài nguyên thiên nhiên. Nó từng được sử dụng bởi những nhà phê bình chống toàn cầu hóa, đôi khi thuật ngữ này còn được kết hợp để phê phán Ngân hàng Thế giới hoặc những thủ thuật cho vay một cách bất công, cũng như phê phán các thỏa hiệp tự do kinh doanh.
Tiến sĩ Noam Chomsky và những người khác đã phê phán các quyết định về luật pháp dẫn tới sự hình thành các tập đoàn thời hiện đại. Các tập đoàn, trước đó vốn chỉ là một vật nhân tạo không có quyền hạn, thì bây giờ đã có tất cả quyền hạn của con người, và hơn thế, với thực tế rằng nó là "những người bất tử", và là "những người" với vô vàn tài sản và quyền lực. Sâu xa hơn, họ đã không còn bị phụ thuộc vào các mục tiêu chi tiết thiết kế bởi Nhà nước, thay vào đó họ tự hành động theo ý họ, với rất ít hạn chế.
Adam Smith đã phê phán các "công ty chứng khoán liên doanh" ngay từ thời đại của ông ta. Khi các doanh nhân ăn trưa với nhau đã có thể là một "âm mưu chống lại công chúng" rồi, huống hồ khi chúng hình thành các thực thể pháp lý và liên minh nhóm với nhau, với các quyền đặc biệt được cấp, được hỗ trợ, và tăng cường quyền lực nhà nước.
Chomsky lý giải rằng các tập đoàn đã thuyên chuyển các quyết định chính sách ra khỏi bàn tay của người dân và vào trong các phòng họp kín của tập đoàn, nơi sự giám sát của công chúng bị hạn chế.
Những nguồn tài chính dồi dào của các tập đoàn và kéo dài đến khi họ có những hành động để gây ảnh hưởng, tác động vào các chiến dịch chính trị ở Mỹ, điều này còn cho thấy rằng đó cũng là một cách để các tập đoàn làm suy yếu thể chế dân chủ trong một xã hội.